# Český kynologický svaz
Český kynologický svaz (ČKS) je sportovním a zájmovým občanským sdružením neziskového charakteru, člen Českomoravské kynologické unie. Posláním ČKS je prostřednictvím svých orgánů a členů zabezpečovat a provádět kynologickou činnost. Ta musí být v souladu s normami Mezinárodní kynologické federace (FCI). Tato činnost zahrnuje především sportovní výcvik a chov psů, jejich organizování, řízení, provádění, hospodaření, financování, evidenci, reprezentaci a propagaci jejich výsledků.
Členem ČKS může být jednotlivec - fyzická osoba - (hovoříme pak o členství řádném) prostřednictvím ZKO (Základní kynologická organizace) nebo prostřednictvím kolektivního člena. Kolektivní člen je dalším typem členství v ČKS. Může jím být pouze právnická osoba, tj. chovatelské kluby, kynologická sdružení, atp.
Spolu s Moravskoslezským kynologickým svazem a dalšími patnácti svazy je ve Sdružení sportovních svazů České republiky (ČSS ČR), nástupnické organizaci Svazarmu.